# Estádio Cooperativa de Ahorro y Crédito Mushuc Runa
O Estádio Mushuc Runa COAC é um estádio multiuso localizado em Ambato, no cantão de mesmo nome, na província de Tungurahua, Equador. A praça esportiva, usada principalmente para o futebol, pertencente ao Mushuc Runa, foi inaugurada em 17 de novembro de 2018 e tem capacidade para cerca de 8 200 espectadores.

## História

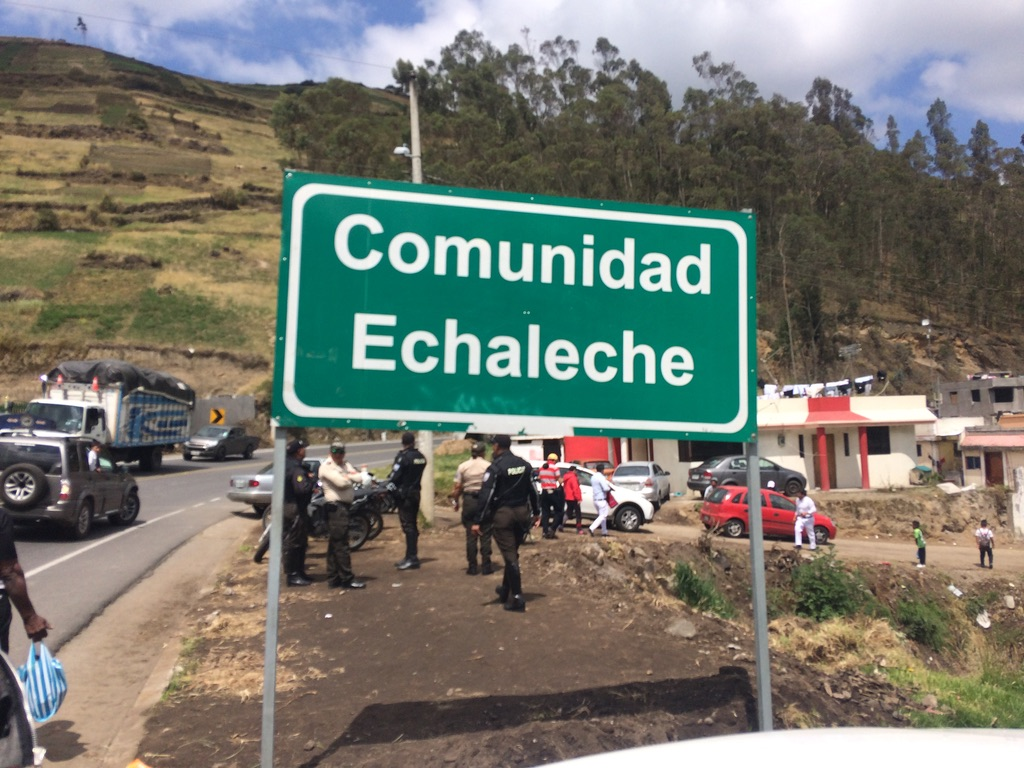
O estádio está localizado na Comunidade de Echaleche, perto da fronteira entre as paróquias de Juan Benigno Vela e Pilahuín, pertencente a esta última.

### Construção
A intenção de ter um estádio próprio sempre foi um desejo da diretoria do Mushuc Runa. E seguindo esse sonho, em 2012, teve início o projeto de construção do estádio do clube com capacidade para 5 000 espectadores. O local escolhido foi a comunidade de Echaleche, no setor de Alpachaca, na paróquia Pilahuín do cantão de Ambato, na província de Tungurahua, a 3 250 metros acima do nível do mar. Em 2018, após seis anos de trabalho no estádio, foi concluída as obras do recinto esportivo.

### Inauguração
A partida inaugural aconteceu em 17 de novembro de 2018, e na oportunidade, o Mushuc Runa venceu o Orense por 3–0 pela 42ª rodada da Série B da LigaPro de 2018, segunda divisão do futebol profissional. Michael Endara marcou aos 7 minutos do primeiro tempo o primeiro gol do Estádio Mushuc Runa COAC. A primeira vitória do Mushuc Runa em seu novo estádio, também significou o acesso da equipe para a LigaPro Série A de 2019, primeira divisão do futebol profissional.

### Ampliação
No primeiro trimestre de 2019, foram iniciadas as obras de ampliação do estádio Mushuc Runa COAC. A ampliação começou com a construção de uma nova geral com capacidade para 3 200 espectadores, aumentando pra 8 200 fanáticos, a capacidade total do estádio.

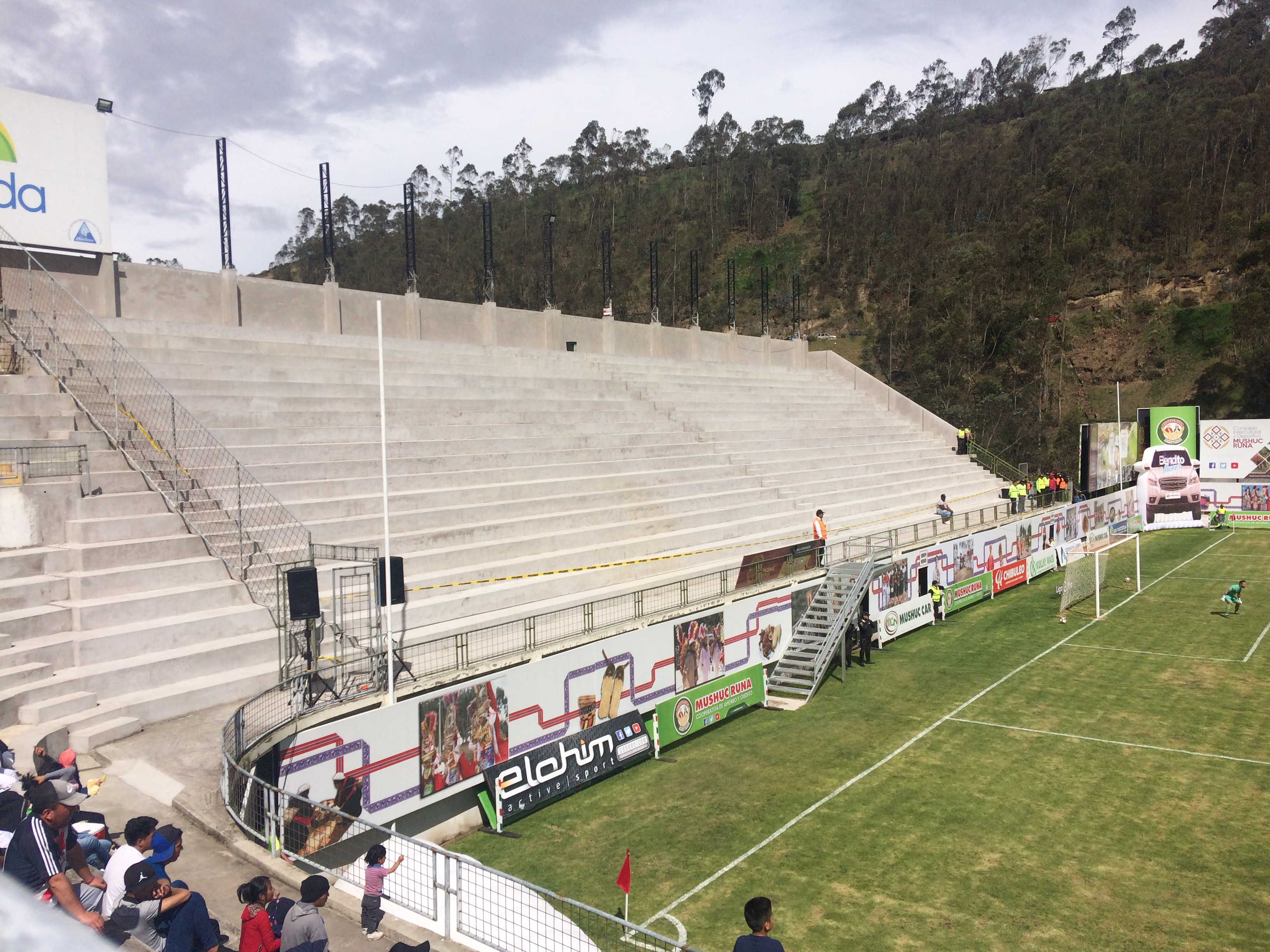
A nova arquibancada para 3 200 pessoas.